# Truderinger Straße
Die Truderinger Straße ist eine 5,02 km lange Ausfallstraße im Osten Münchens. Sie führt von der Einsteinstraße in Steinhausen zur Wasserburger Landstraße (B 304) in Trudering. Nach diesem 1932 eingemeindeten Stadtteil trägt sie auch ihren Namen. Sie ist die ehemalige Dorfstraße von Straßtrudering.

## Beschreibung

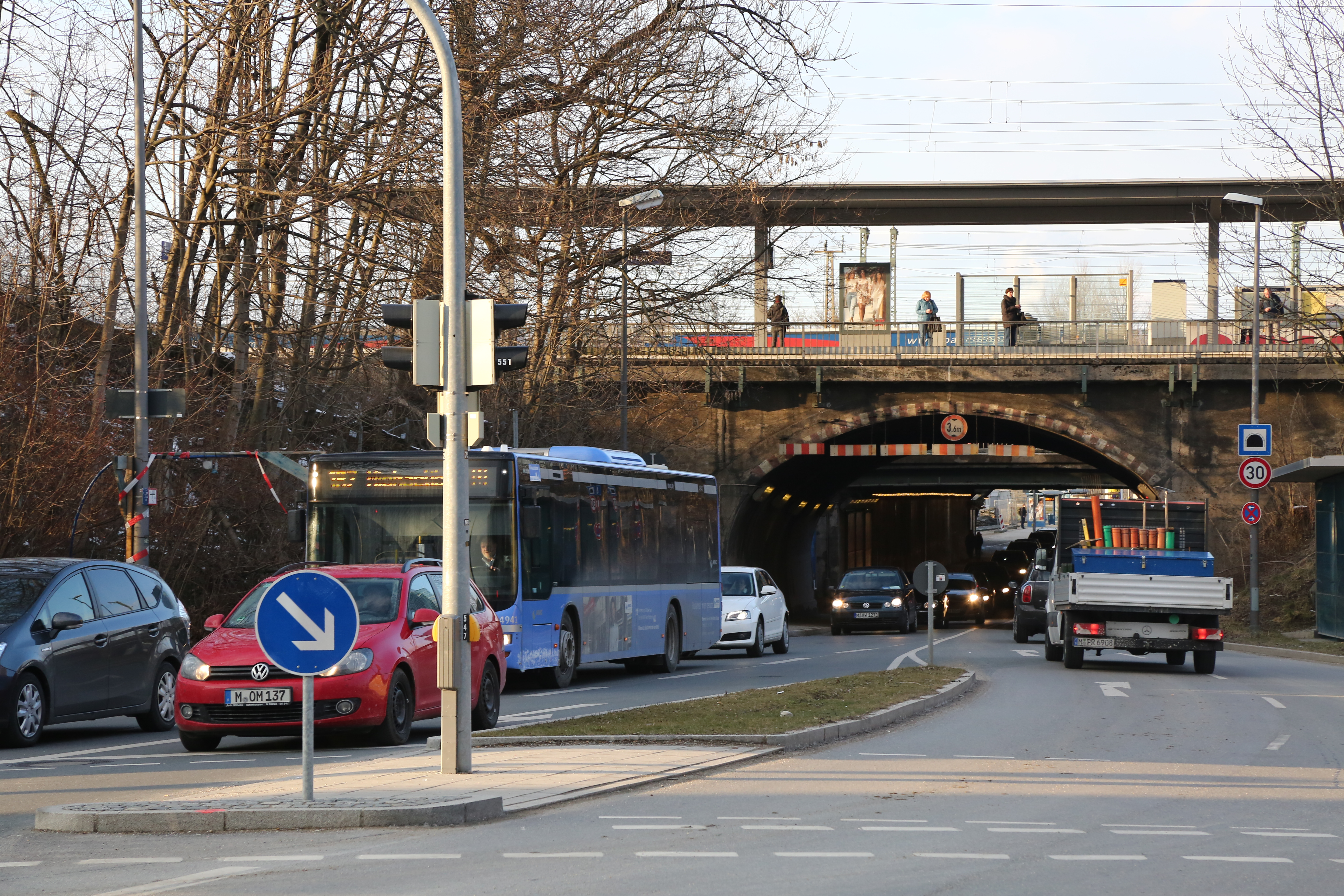
Eisenbahnüberführung in Berg am Laim (2018)

Die Truderinger Straße beginnt in Steinhausen am Vogelweideplatz und führt zunächst nördlich der Eisenbahntrasse in Richtung Osten. An der Kreuzung mit Hultschiner Straße und Zamilastraße im Gewerbegebiet Zamdorf wendet sie sich nach Süden und unterquert durch eine Unterführung die Bahngleise des Rangierbahnhofs München Ost und der Strecken München Ost–München Flughafen, München–Simbach und München–Rosenheim. Hier befindet sich der S-Bahn-Haltepunkt Berg am Laim. Nach der Unterführung biegt sie an der Kreuzung mit der Baumkirchner Straße wieder in Richtung Südosten ab und verläuft südlich parallel zur Bahnstrecke München–Rosenheim durch den Norden von Berg am Laim nach Straßtrudering. Am Bahnhof München-Trudering liegt unter der Truderinger Straße der zugehörige U-Bahnhof Trudering. Bei Neutrudering mündet sie schließlich in die Wasserburger Landstraße, einen Teilabschnitt der Bundesstraße 304, ein.
Entlang des ersten Teilstücks der Truderinger Straße bis zur Kreuzung der Hultschiner Straße verläuft seit 2016 eine Straßenbahnstrecke vom Max-Weber-Platz zum Haltepunkt Berg am Laim. Diese Strecke wird seit Mai 2018 durch die Straßenbahnlinie 19 bedient.

## Baudenkmäler
- Nähe Truderinger Straße 89: Kilometerstein, Steinsäule, zweite Hälfte 19. Jahrhundert	(Denkmalliste D-1-62-000-6994)
- Truderinger Straße 265: ehemaliger Weinkeller mit Kelterei (1897)	(Denkmalliste D-1-62-000-6990)
- Truderinger Straße 293: Bauernhaus Bognerhof,	wohl 1. Hälfte 19. Jahrhundert, im Kern älter (Denkmalliste	D-1-62-000-6991)
- Truderinger Straße 295: erdgeschossiges Kleinhaus, 2. Hälfte 19. Jahrhundert; ehemaliges Austraghäusl zu Nr. 293 (Denkmalliste D-1-62-000-6992)
- Truderinger Straße 306: Gasthof Obermaier, Traufseitbau, im Kern 18./19. Jahrhundert (Denkmalliste D-1-62-000-6993)

Bauernhaus Bognerhof (2023)
Gasthof Obermaier (2023)

## Geschichte
Am 11. August 1987 stürzte ein kleines Flugzeug auf das McDonald’s-Restaurant an der Einmündung der Truderinger Straße in die Wasserburger Landstraße. Der Flugzeugabsturz in Trudering forderte neun Tote und 30 Verletzte. Am 20. September 1994 stürzte ein Linienbus in einen U-Bahn-Schacht, der unter der Truderinger Straße gegraben wurde. Das Busunglück von Trudering forderte drei Tote und 36 Verletzte.